# Танковый ленд-лиз в СССР
Поставки танков и другой бронетехники в СССР по ленд-лизу в годы Второй мировой войны были частью общей программы помощи США и других союзников по антигитлеровской коалиции.

## История поставок
Первые танки ленд-лиза в СССР были поставлены 11 октября 1941 года северным конвоем PQ-1 через порт Архангельск. Руководство СССР обращалась к союзником с просьбой о поставке 500 танков в месяц. В Первый московский протокол, подписанный 29 сентября 1941 года и регулировавший планы поставок союзников, были включены обязательства союзников о поставке 4500 танков и 1800 лёгких бронированных машин. Кроме северных конвоев, поставки танков и бронетехники велись также через Иран по так называемому «Персидскому коридору» и дальневосточные порты СССР. Подготовка экипажей для использования техники ленд-лиза была организована на базе Казанской танковой школы. С расширением производства танков на имевшихся и эвакуированных из Украины советских заводах Урала и Сибири острота в необходимости поставок танков по ленд-лизу снизилась, что позволило руководству СССР по ходу войны отказаться от части заказов в пользу более актуальной номенклатуры — самолётов, вооружения для ВМФ, промышленного оборудования и материалов.

## Номенклатура и размеры поставок
Суммарные цифры поставок разнятся в источниках. Известный американский энтузиаст бронетехники и автор исследований Стивен Залога в своих публикациях приводит следующие цифры поставок в СССР:
- танки — 6304 (США) и 4572 (Великобритания и Канада), всего 10 876
- бронетранспортёры — 6666
- самоходные артиллерийские установки — 1802
- ремонтно-эвакуационные машины (БРЭМ) на базе танков — 115
- мостоукладчики на базе танков — 25.

Российский исследователь М. Б. Барятинский изучил данные приёмных комиссий Главного бронетанкового управления РККА (ГБТУ) и приводит следующие цифры:
- танки — 5872 (США) и 4523 (Великобритания и Канада), всего 10 395
- бронетранспортёры — 6242
- самоходные артиллерийские установки — 1802
- ремонтно-эвакуационные машины (БРЭМ) на базе танков — 127.

|              | Обязательства союзников: | Поставлено из Великобритании и Канады | Поставлено из США | Всего поставлено |
| ------------ | ------------------------ | ------------------------------------- | ----------------- | ---------------- |
| 1-й Протокол | 4500                     | 2443                                  | 2254              | 4697             |
| 2-й Протокол | 10 000                   | 2072                                  | 954               | 3026             |
| 3-й Протокол | 1000                     | 1181                                  | 1901              | 3082             |
| 4-й Протокол | 2229                     | 80                                    | 2076              | 2156             |
| Всего        | 17 729                   | 5776                                  | 7185              | 12 961           |

### Танки
| Модель                                 | Изображение                            | Краткое описание | Год начала производства                | Отправлено в СССР                      | Принято в СССР                         |                                        |
| Поставленные Великобританией и Канадой | Поставленные Великобританией и Канадой | Поставленные Великобританией и Канадой | Поставленные Великобританией и Канадой | Поставленные Великобританией и Канадой | Поставленные Великобританией и Канадой | Поставленные Великобританией и Канадой |
| -------------------------------------- | -------------------------------------- | --- | -------------------------------------- | -------------------------------------- | -------------------------------------- | -------------------------------------- |
| Mk.II «Матильда»                       |                                        | Боевая масса — 26,95 т. Экипаж — 4 чел. Вооружение: 2-фунтовая (40-мм) пушка или 76-мм гаубица, пулемёт 7,92-мм BESA или 7,92-мм Vickers, зенитный пулемёт 7,7-мм Bren. Боекомплект: 92 выстрела, 3150 патронов 7,92-мм, 2800 патронов 7,7-мм. Двигатель: 2 дизельных двигателя — 2×87 л. с. Запас хода по шоссе: 257 км                 | 1939                                   | 1084                                   | 916                                    |                                        |
| Mk.III «Валентайн»                     |                                        | Боевая масса — 15,75 т. Экипаж — 3 чел. Вооружение: 2-фунтовая (40-мм) или 6-фунтовая пушка, пулемёт 7,92-мм BESA, зенитный пулемёт 7,7-мм Bren. Боекомплект: 60 выстрелов, 3150 патронов 7,92-мм, 600 патронов 7,7-мм. Двигатель: дизельный GMC 6004 — 138 л. с. Запас хода по шоссе: 150 км                                            | 1940                                   | 3782                                   | 3332                                   |                                        |
| Mk.IV «Черчилль»                       |                                        | Боевая масса — 37,9 т. Экипаж — 5 чел. Вооружение: 6-фунтовая пушка, 2 пулемёта 7,92-мм BESA, зенитный пулемёт 7,7-мм Bren. Боекомплект: 84 выстрела. Двигатель: 12‑цилиндровый двигатель «Бедфорд» Twin-Six — 350 л. с. Запас хода по шоссе: 250 км                                                                                     | 1941                                   | 344                                    | 253                                    |                                        |
| Mk.VII «Тетрарх»                       |                                        | Боевая масса — 7,62 т. Экипаж — 3 чел. Вооружение: 2-фунтовая (40-мм) пушка, пулемёт 7,92-мм BESA. Боекомплект: 50 выстрелов. Двигатель: 12‑цилиндровый двигатель «Meadows MAT» — 165 л. с. Запас хода по шоссе: 224 км | 1940                                   | 20                                     | 20                                     |                                        |
| Mk.VIII «Кромвель»                     |                                        | Боевая масса — 27,97 т. Экипаж — 5 чел. Вооружение: 6-фунтовая пушка, 2 пулемёта 7,92-мм BESA, зенитный пулемёт 7,7-мм Bren. Боекомплект: 75 выстрелов. Двигатель: 12‑цилиндровый двигатель Rolls-Royce «Meteor» — 600 л. с. Запас хода по шоссе: 278 км                                                                                 | 1943                                   | 6                                      | 6                                      |                                        |
| Поставленные США                       |                                        | |                                        |                                        |                                        |                                        |
| M3 «Ли»                                |                                        | Боевая масса — 27,9 т. Экипаж — 6-7 чел. Вооружение: 75-мм пушка M2 или M3, 37-мм пушка M3, 4 пулемёта 7,62-мм Браунинг M1919. Боекомплект: 50 выстрелов 75-мм, 178 выстрелов 37-мм, 9200 патронов 7,62-мм. Двигатель: 9-цилиндровый авиационный карбюраторный двигатель «Континенталь» R-975EC-2, 340 л. с. Запас хода по шоссе: 193 км | 1941                                   | 1386                                   | 976                                    |                                        |
| М3 «Стюарт»                            |                                        | Боевая масса — 12,7 т. Экипаж — 4 чел. Вооружение: 37-мм пушка M3, 5 пулемётов 7,62-мм Браунинг M1919. Боекомплект: 103 выстрела 37-мм, 6250 патронов 7,62-мм. Двигатель: 7-цилиндровый авиационный карбюраторный двигатель «Континенталь» W-670-9A, 250 л. с. Запас хода по шоссе: 113 км                                               | 1941                                   |                                        | 1232                                   |                                        |
| M4 «Шерман»                            |                                        | Боевая масса — 30,3 т. Экипаж — 5 чел. Вооружение: 75-мм пушка M3, 1 пулемёт 12,7-мм M2HB, 2 пулемёта 7,62-мм M1919A4. Боекомплект: 97 выстрелов, 300 патронов 12,7-мм, 3600 патронов 7,62-мм. Двигатель: дизельный двигатель GM 6046, 395 л. с. Запас хода по шоссе: 190 км                                                             | 1942                                   | 4102                                   | 3938                                   |                                        |

### Бронетранспортёры
| Модель                                 | Изображение                            | Краткое описание | Год начала производства                | Отправлено в СССР                      | Принято в СССР                         |                                        |
| Поставленные Великобританией и Канадой | Поставленные Великобританией и Канадой | Поставленные Великобританией и Канадой | Поставленные Великобританией и Канадой | Поставленные Великобританией и Канадой | Поставленные Великобританией и Канадой | Поставленные Великобританией и Канадой |
| -------------------------------------- | -------------------------------------- | --- | -------------------------------------- | -------------------------------------- | -------------------------------------- | -------------------------------------- |
| Mk.I «Универсал»                       |                                        | Боевая масса — 3,8 т. Экипаж — 1-3 чел. Десант — 4-5 чел. Вооружение: 1-2 пулемёта 7,7-мм «Брен» и/или ПТР 13,9-мм «Boys». Двигатель: двигатель Ford GAE, 85 л. с. Запас хода по шоссе: 180 км.                       | 1936                                   |                                        | 2008                                   |                                        |
| Поставленные США                       |                                        | |                                        |                                        |                                        |                                        |
| M3 «Скаут»                             |                                        | Боевая масса — 5,62 т. Экипаж — 1 чел. Десант — 5-7 чел. Вооружение: пулемёт 12,7-мм M2HB, 1—2 пулемёта 7,62-мм M1919A4. Двигатель: двигатель Hercules JXD, 110 л. с. Запас хода по шоссе: 400 км.                    | 1941                                   | 3340                                   | 3034                                   |                                        |
| М2                                     |                                        | Боевая масса — 8,98 т. Экипаж — 2 чел. Десант — 8 чел. Вооружение: пулемёт 12,7-мм M2HB, 1-2 пулемёта 7,62-мм M1919A4. Двигатель: карбюраторный двигатель White 160AX, 147 л. с. Запас хода по шоссе: 321 км.         | 1941                                   |                                        | 342                                    |                                        |
| M3                                     |                                        | Боевая масса — 9,06 т. Экипаж — 3 чел. Десант — 10 чел. Вооружение: пулемёт 12,7-мм M2HB, пулемёт 7,62-мм M1919A4. Двигатель: карбюраторный двигатель International RED-450-B, 141 л. с. Запас хода по шоссе: 320 км. | 1942                                   |                                        | M3 — 2; M5 — 401; M9 — 413             |                                        |

### Самоходные артиллерийские и зенитные установки
| Модель           | Изображение      | Краткое описание | Год начала производства | Отправлено в СССР | Принято в СССР   |                  |
| Поставленные США | Поставленные США | Поставленные США | Поставленные США        | Поставленные США  | Поставленные США | Поставленные США |
| ---------------- | ---------------- | --- | ----------------------- | ----------------- | ---------------- | ---------------- |
| M10              |                  | Боевая масса — 29,5 т. Экипаж — 5 человек. Вооружение: 76,2-мм пушка M7, 12,7-мм пулемёт M2HB. Боекомплект: 54 выстрела, 300 патронов 12,7-мм. Двигатель: дизельный двигатель GM 6046 — 375 л. с. Запас хода по шоссе: 320 км | 1942                    | 52                | 52               |                  |
| СУ-57 (Т-48)     |                  | Боевая масса — 8,62 т. Экипаж — 5 человек. Вооружение: 6-фунтовая (57-мм) пушка M1. Боекомплект: 99 выстрелов. Двигатель: 6-цилиндровый карбюраторный — 147 л. с. Запас хода по шоссе: 320 км                                 | 1942                    | 650               | 650              |                  |
| M15              |                  | Боевая масса — 10 т. Экипаж — 6 чел. Вооружение: 37-мм автоматическая зенитная пушка M1, 2 12,7-мм пулемёта M2HB. Боекомплект: 240 выстрелов, 3400 патронов 12,7-мм. Двигатель: 6-цилиндровый карбюраторный — 147 л. с.       | 1942                    | 100               | 100              |                  |
| M17              |                  | Боевая масса — 8,61 т. Экипаж — 5 чел. Вооружение: 4 12,7-мм пулемёта M2HB. Двигатель: 6-цилиндровый карбюраторный — 147 л. с. Запас хода по шоссе: 320 км                                                                    | 1943                    | 1000              | 1000             |                  |